# Резолюция 44 на Съвета за сигурност на ООН
Резолюция 44 на Съвета за сигурност на ООН е приета на 1 април 1948 г. по повод Палестинския въпрос. Резолюцията подчертава, че Съветът за сигурност е получил Резолюция 181 на Общото събрание, изслушал е първите доклади на Комисията на ООН за Палестина, свикал е спешни консултации между постоянните членове на Съвета за сигурност и е взел под внимание докладите, касаещи тези консултации, и призовава генералния секретар на организацията да свика по реда на чл. 20 от хартата на ООН специална сесия на Общото събрание, което да се произнесе за бъдещото управление на Палестина.
Резолюцията е приета с мнозинство от 9 гласа, като представителите на Украинската ССР и СССР гласуват въздържали се.